# THE芸人プリズン
『THE芸人プリズン』（ザげいにんプリズン）とは、2020年から日本テレビで放送されているお笑いバラエティ番組である。

## 概要
芸能界における様々な罪によって「芸人プリズン」に収容された芸人たちが釈放条件である「爆笑100個」を取るまで大喜利を続ける番組。
毎回ルーレットによってお題を出す囚人を決定し、残りの囚人が回答。判定は別室にいる看守（モニター観客）20人がどれだけ笑ったかで「BIG LAUGH」「SMALL LAUGH」「SLIP」の3段階で判定。「BIG LAUGH」を出すと1カウント獲得。逆に「SLIP」を出してしまうと獲得した「BIG LAUGH」が3つ減ってしまう。適宜お題担当者が変わり、「BIG LAUGH」を100個獲得するまで永遠に大喜利を続けることとなる。囚人たちのテーブルにはお題用の白色ペンと回答用の黒色ペン、お題用の「黒のフリップ」と回答用の「普通のフリップ」が支給される 。
第2回での追加ルール
- 囚人以外に「面会人」としてゲストからもお題が出題される 。
- ボーナスチャレンジとして6人（囚人の過去の写真）の写真にそれぞれ「何の罪で逮捕されたか」を解答。6人連続で「BIG LAUGH」を出せば捜査協力ボーナスとして10個獲得。1人でも「SMALL LAUGH」を出した時点で即終了 。
- 各自に3枚「金のフリップ」が支給。このフリップに回答を書いて出し「BIG LAUGH」を獲得できれば3個獲得。逆に「SMALL LAUGH」でも獲得「BIG LAUGH」を3つ減ってしまう 。

2021年12月12日には、当番組のスタッフにより制作された、『お笑い密室ミッション WARAゲーム』が、12:45 - 13:45に放送された。内容は100分間で100個の笑いを取るという内容であり、MCは同じくオードリーが務める。また、2022年3月19日13:30 - 15:30には、『お笑いチームバトル WARAゲーム』が放送された。

## 出演者

### MC
- オードリー（若林正恭・春日俊彰）- 第1回は囚人、2回目からはMC。

### 第1回
- アンタッチャブル（山崎弘也・柴田英嗣）

### 第2回
- ミルクボーイ（内海崇・駒場孝）
- 野田クリスタル（マヂカルラブリー）
- 昴生（ミキ）

### 第3回
- 秋山竜次（ロバート）
- ぺこぱ（松陰寺太勇・シュウペイ）
- 稲田直樹（アインシュタイン）
- ゆりやんレトリィバァ

猟奇的囚人
- ナダル（コロコロチキチキペッパーズ）

## ネット局

### 第2弾
| 放送対象地域   | 放送局                | 系列           | 放送日時                           | 遅れ       |
| -------------- | --------------------- | -------------- | ---------------------------------- | ---------- |
| 関東広域圏     | 日本テレビ（NTV）     | 日本テレビ系列 | 2020年12月28日・29日 23:59 - 24:24 | 製作局     |
| 北海道         | 札幌テレビ（STV）     | 日本テレビ系列 | 2020年12月28日・29日 23:59 - 24:24 | 同時ネット |
| 岩手県         | テレビ岩手（TVI）     | 日本テレビ系列 | 2020年12月28日・29日 23:59 - 24:24 | 同時ネット |
| 福島県         | 福島中央テレビ（FCT） | 日本テレビ系列 | 2020年12月28日・29日 23:59 - 24:24 | 同時ネット |
| 長野県         | テレビ信州（TSB）     | 日本テレビ系列 | 2020年12月28日・29日 23:59 - 24:24 | 同時ネット |
| 香川県・岡山県 | 西日本放送（RNC）     | 日本テレビ系列 | 2020年12月28日・29日 23:59 - 24:24 | 同時ネット |
| 福岡県         | 福岡放送（FBS）       | 日本テレビ系列 | 2020年12月28日・29日 23:59 - 24:24 | 同時ネット |
| 長崎県         | 長崎国際テレビ（NIB） | 日本テレビ系列 | 2020年12月28日・29日 23:59 - 24:24 | 同時ネット |

## スタッフ
第3回（2021年3月28日）
- 演出：関口拓
- 構成：安部裕之、飯塚大悟
- 天の声：滝菜月（日本テレビアナウンサー）
- 判定ボイス：杉野真実（日本テレビアナウンサー）
- TM：小椋敏宏
- SW：小林宏義
- CAM：中村哲也（第1,3回）
- MIX：小原正広（第2回-、第1回はAUD）
- VE：向山江梨佳
- 照明：市川朋樹
- 美術プロデューサー：牧野沙和、高塚敏史
- デザイン：熊崎真知子、山本莉子（山本→第3回）
- イラスト：津島美樹
- 技術協力：NiTRo
- 美術協力：日テレアート
- 編集：加納敏行（イカロス）
- MA：船木拓也（第3回）
- 音効：小田切暁（NAP）
- 編成：安島隆（第2回-、第1回では企画・演出）、上田崇博
- 広報：平井杏奈
- ICT：岩長真理
- デスク：高桑繭子
- TK：長坂真由美
- AP：飛戸亜紀（第3回）、大塚明
- AD：北瞳美（第3回）、赤坂賢一
- ディレクター：田村育、水口健司／小岩井佑樹、小林哲平（小林→第1,3回）、深谷莉菜（深谷→第3回）
- プロデューサー：渡邊文哉、城下直子
- 統轄プロデューサー：新井秀和
- チーフプロデューサー：秋山健一郎（第2回-、第1回ではプロデューサー）
- 制作協力：AX-ON
- 製作著作：日本テレビ

### 過去のスタッフ
- CAM：矢作陽一（第2回）
- MIX：藤雅樹（第1回）
- VE：橋詰聖仁（第1回）
- 美術プロデューサー：唐子尚樹（第1回）
- MA：山本宗太（第1回）、小林竜輔（第2回）
- 編成：川口信洋（第1回）
- ICT：宮原耕介、渡邊真誉（共に第1回）
- AP：中村友美（第2回）
- AD：大室麻穂、富樫海光（共に第2回）
- ディレクター：小川大輔（第1回）、菊池洋輔、中野宏美（共に第2回）
- チーフプロデューサー：川邊昭宏（第1回）